# Мирослав Сікора
Мирослав Сікора (нар. 5 жовтня 1957, Освенцим, Польща) — польський і німецький хокеїст, нападник.
У середині 70-х років виступав за юніорську збірну Польщі. Згодом переїхав до Німеччини, отримав громадянство і протягом 16 сезонів виступав за команду «Кельнер».
Чотириразовий чемпіон Німеччини (1984, 1986, 1987, 1988). В сезоні 1985/86 став найкращим снайпером (57 голів) і ввійшов до символічної збірної першості. Всього в елітній німецькій лізі провів 648 матчів, закинув 442 шайби, зробив 395 результативних передач.
За національну збірну виступав на чемпіонаті світу-87. Провів чотири зустрічі, відзначився голами у ворота команд Фінляндії й Канади. Керівництво фінської збірної подало протест — бо на їх думку Сікора не мав права виступати за збірну Німеччини, якщо раніше був гравцем польської команди. Міжнародна федерація хокею, у всіх матчах, зарахувала німцям технічні поразки.
Однак, за правилами ІІХФ не заборонялося виступати за різні національні збірні і далі справа розглядалася у Віденському суді. Суд відмінив рішення Міжнародної федерації хокею стосовно збірної Німеччини, але дискваліфікацію Сікори залишив у силі.
2008 року «Справа Сікори» увійшла до списку найяскравіших подій у столітній історії ІІХФ (29 місце).